# Autonoe catalaunica
Autonoe catalaunica is een vlokreeftensoort uit de familie van de Aoridae. De wetenschappelijke naam van de soort is voor het eerst geldig gepubliceerd in 1999 door Ruffo, Cartes & Sorbe.